# 雙湖 (加利福尼亞州)
雙湖（英語：Twin Lakes）是位於美國加利福尼亞州萊克縣的一個非建制地區。該地的面積和人口皆未知。

## 地理
雙湖的座標為38°53′04″N 122°37′05″W / 38.88444°N 122.61806°W，而該地的平均海拔高度為437米（即1434英尺）。